# Wei Fuouiang
Wei Fuouiang es un deportista chino que compitió en judo. Ganó una medalla de bronce en el Campeonato Asiático de Judo de 1997, en la categoría de –95 kg.

## Palmarés internacional
| Campeonato Asiático | Campeonato Asiático | Campeonato Asiático | Campeonato Asiático |
| Año                 | Lugar               | Medalla             | Categoría           |
| ------------------- | ------------------- | ------------------- | ------------------- |
| 1997                | Manila (Filipinas)  | Medalla de bronce   | –95 kg              |